# Halo: Reach
Halo: Reach is een first-person shooter-spel ontwikkeld door Bungie voor op de Xbox 360 en werd op 14 september 2010 uitgebracht.
De wereldpremière is gehouden op 12 december 2009 bij de Spike Video Game Awards.

## Ontwikkeling
Halo: Reach werd voor het eerst bekendgemaakt op 8 juni 2009 op de E3 2009-persconferentie. Er werd een trailer getoond en informatie gegeven over de setting van het spel.
Bij het in 2009 uitgegeven spel Halo 3: ODST werd een uitnodiging geleverd voor de open multiplayer-bèta van Halo: Reach, die gespeeld kon worden van 3 mei 2010 tot 20 mei 2010.
Bungie had als doel voor Halo: Reach alle aspecten van de Xbox 360 te gebruiken, om daardoor elk deel van het nieuwe spel er beter uit te laten zien dan bijvoorbeeld Halo 3. Om de replay-waarde te verhogen, richtten de ontwikkelaars zich onder andere op het verbeteren van de AI.

## Gameplay
In Halo: Reach speelt de speler als een supersoldaat van het zogenaamde 'Spartan III-programma', genaamd Noble 6 (oftewel Spartan B312). De campaign draait om de strijd tegen de Covenant, samen met de rest van de mensheid en Team Noble aan de zijde van de speler. Dit zal allemaal plaatsvinden op een kolonie van de aarde die bekendstaat als Reach.
In Halo 3 kon de speler eenmalig equipment gebruiken, waardoor men tijdelijk een offensief of defensief voordeel kreeg. In Halo: Reach is dit systeem vervangen door de zo genoemde armor abilities die meerdere keren gebruikt kunnen worden, totdat de armor ability wordt vervangen. De beschikbare armor abilities zijn een hologram die de vijand afleiden, een jetpack, camouflage, sprinten, "armor lock", en als Elite gespeeld wordt, evade . "Armor lock" biedt de speler de mogelijkheid zich voor een beperkt aantal seconden volledig tegen elk projectiel te beschermen ten koste van bewegelijkheid. Net zoals in Halo 3: ODST is de mogelijkheid om twee wapens tegelijk te dragen (dual wielding) verwijderd. Naast de verbeteringen doorgevoerd op wapens die ook in Halo 3 voorkwamen, zijn er meerdere nieuwe wapens toegevoegd.
Forge, een optie die de spelers de mogelijkheid biedt zelf een speelveld te ontwerpen, komt ook terug in Halo: Reach en wordt hier Forge World genoemd. Forge World bevat meerde door Bungie ontworpen speelvelden die het spel zal bevatten tijdens de uitgave. De mogelijkheden die een speler in Halo 3 had bij het ontwerpen van een speelveld zijn in Halo: Reach drastisch verbeterd en vermeerderd. Objecten kunnen nu in andere objecten geplaatst worden en kunnen in de lucht blijven hangen. Zo heeft Bungie de map Blood Gulch hermaakt. Elke basis en zelfs de voertuigen hebben de kleur van het team.
Firefight uit Halo 3: ODST is teruggekomen in Halo: Reach en is eveneens voor verbetering ter beschikking gesteld. De speler heeft toegang tot een groter aantal instellingen dan alleen de activiteit van de zogenaamde Skulls. Voorbeelden hiervan zijn welke vijanden op het speelveld zullen verschijnen, welke wapens er gebruikt worden en hoeveel rondes er plaatsvinden. Hiernaast zijn er instellingen met betrekking tot de spelers beschikbaar zoals onkwetsbaarheid, hoeveel schade er kan worden aangericht op de vijanden door de spelers en hoeveel schilden spelers hebben.
Halo: Reach bestaat uit 11 missies waarvan er 10 speelbaar zijn.
- 1: Noble actual (filmpje)
- 2: Winter contingency (eerste missie)
- 3: ONI: Sword Base
- 4: Nightfall (stealth-missie)
- 5: Tip of the spear (grote voertuiggevechten)
- 6: Long night of Solace (ruimtegevecht)
- 7: Exodus
- 8: New Alexandria
- 9: The Package
- 10: The Pillar of Autumn
- 11: Lone Wolf

### Downloadbare inhoud
De eerste uitbreiding van Halo: Reach was het Noble Map Pack. Deze map werd uitgegeven op 30 november 2010 voor 800 Microsoft Points. Deze DLC bevatte drie nieuwe mappen genaamd Breakpoint, Tempest en Anchor 9.
Op 15 maart 2011 werd de tweede dlc uitgegeven, genaamd Defiant Map Pack. Deze map bevatte drie mappen genaamd Condemned, Highlands en Unearthed. Unearthed is de eerste Firefight map die wordt toegevoegd door dlc.
De derde en laatste dlc werd uitgegeven op 15 november 2011. De Anniversary Map Pack werd tegelijk uitgegeven met het spel Halo: Combat Evolved Anniversary. Deze dlc kan los gekocht worden op Xbox Live Marketplace voor 1,200 Microsoft Points of door het spel Anniversary te kopen. Deze dlc voegt een nieuwe Firefight map toe, genaamd Installation 04. Verder worden de multiplayermappen Battle Canyon, Penance, High Noon, Ridgeline, Solitary en Breakneck toegevoegd.

## Features
In de loop der tijd heeft Bungie veel informatie vrijgegeven inzake Halo: Reach.
- Er wordt een nieuw vetosysteem geïntroduceerd dat de spelers bij de Matchmaking de keuze biedt uit een aantal combinaties van mappen en speltypes.
- Er zijn nieuwe speltypes ontwikkeld, waaronder headhunter en invasion.
- Zoals al eerder beschreven wordt de Xbox 360 grafisch sterker belast dan ooit tevoren.
- De speler heeft nieuwe wapens en voertuigen tot zijn beschikking.
- Er zal een variatie op de gewone melee-aanval komen (assassination), waarbij de speler op meerdere manieren een vijand in één klap uit kan schakelen zolang de speler niet wordt opgemerkt.
- Het Covenant-ras Elites wordt in de multiplayer sterker en sneller dan de Spartans.
- Er is nieuwe equipment, genaamd armor abilities, die een speler, in tegenstelling tot de equipment in Halo 3, onbeperkt kan gebruiken. Dit voordeel van onbeperkt gebruik wordt gecompenseerd door een afkoelperiode.
- De standaard militaire rangen die de speler in Halo 3 had in de online multiplayer zullen de levels vervangen en dus op een andere manier gebruikt worden.
- Met dagelijkse en wekelijkse uitdagingen kan men zowel online als offline Credits behalen (cR).
  - Met deze cR kan de speler voor zijn/haar Spartan nieuwe harnasonderdelen aanschaffen, die zowel in de single- als multiplayer gebruikt worden.
- Er wordt speciaal voor de Multiplayer Beta van Halo: Reach een speltype gemaakt, genaamd Generator Defense, waaruit Bungie kan opmaken hoe capabel de servers van Halo: Reach zijn voor het ondersteunen van een grafisch zwaar spel.